# ベイクド・アラスカ (活動家)
オチム・ティム・ジオネット（英: Anthime Tim Gionet、1987年11月16日 - ）は、一般的にはベイクド・アラスカ（英: Baked Alaska）やティム・トレッドストーン（英: Tim Treadstone）として知られているが、アメリカのオルタナ右翼ないしは極右の活動家、元ラッパーそしてソーシャルメディアのタレントである。アラスカのアンカレッジ生まれ。
ジオネットは反ユダヤ主義でナチス寄りのツイートで知られている。彼は自らのツイートに基づいてネオナチのスローガンをまとめた著書『14の言葉』を公表し、「ヒットラーは何も悪いことをしていない」と友人たちが言っている動画をリツイートした。また彼はガス室に閉じ込められた人々の画像をツイートしたことでも知られている。2016年の大統領選挙期間中、ジオネットは突出したトランプ寄りの扇動者だった。彼は2017年に行われた白人至上主義のユナイト・ザ・ライト・ラリーのデモに参加した。2021年アメリカ合衆国議会議事堂襲撃事件にも参加した。議事堂襲撃の様子をDLiveでライブストリーム配信したが、後にFBIの捜査に使用された。